# Notholaena montieliae
Notholaena montieliae là một loài dương xỉ trong họ Pteridaceae. Loài này được Yatsk. & Arbeláez mô tả khoa học đầu tiên năm 2008.